# جو کیتون
جو کیتون (انگلیسی: Joe Keaton؛ ‏ ۶ ژوئیهٔ ۱۸۶۷ – ۱۳ ژانویهٔ ۱۹۴۶) یک هنرپیشه اهل ایالات متحده آمریکا بود.

## زندگی و فعالیت‌ها

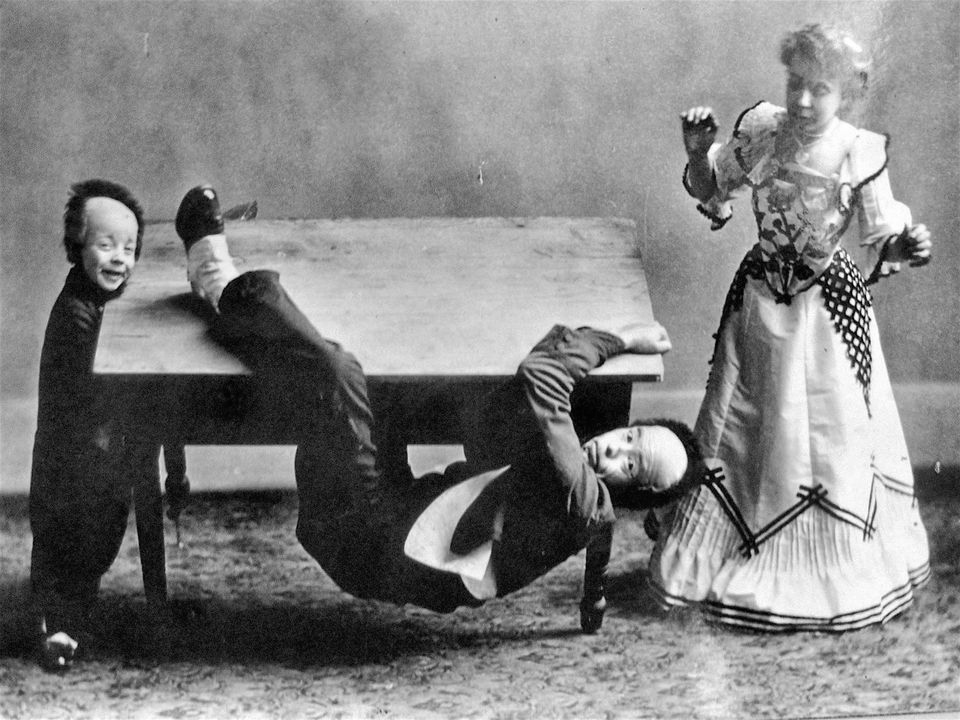
تصویر از نمایش او

ژوزف هالی جو کیتون (۶ ژوئیه ۱۸۶۷–۱۳ ژانویه ۱۹۴۶) یک هنرپیشه آمریکایی فیلمهای صامت و پدر کمدین و هنرپیشه مشهور باستر کیتون بود. جو کیتون در چند مایلی جنوب شهر تره‌هوت، ایندیانا (Terre Haute)، ایالت ایندیانا متولد شد. والدین او لی‌بی جین (Libbie Jane) و ژوزف فرانسیس کیتون چهارم بودند. در سال ۱۸۸۹ جو والدینش را برای تصاحب زمین یا Land Rush ترک و با تصاحب قطعه زمینی در سه و نیم مایلی شمال غربی شهر ادموند ایالت اوکلاهاما اقامت گزید. مدت کوتاهی پس از اقامت جو کیتون همسایه او که فردی از اهالی کانادا بود و در سفر به سمت غرب ایالات متحده همسفر او بود به قتل رسید و جو کیتون گروه تجسسی شامل سه یا چهار مرد که یکی از آنها رابرت گالبرث Robert Galbreath,Jr بود را برای یافتن عامل جنایت تشکیل داد. در ۳۱ مه سال ۱۸۹۴، جو کیتون همراه با معشوقه‌اش، «مایرا ادیت کاتلر»، که یک دورگه آلمانی-انگلیسی بود و بعدها به نام مایرا کیتون شناخته می‌شد فرار و سپس این دو با هم ازدواج کردند.
اولین فرزند آنها ژوزف فرانک کیتون نام داشت که با نام هنری باستر کیتون شناخته می‌شود. دیگر فرزندان آن دو، هری کیتون و لوئیس کیتون بودند. در این میان باستر در حالی که هنوز کودکی بیش نبود فعالیت هنری خویش را شروع کرد. در ابتدا فعالیت او بیشتر با جست و خیز و شلوغ‌کاری در اطراف صحنه نمایش هنگامی که هنرمندان اصلی به هنرنمائی می‌پرداختند، آغاز شد. همچنان که سال‌ها می‌گذشتند جو کیتون به یک الکلیسم مبدل گشت و دراین دوران باستر بالاجبار فعالیت هنری را کنار گذاشت و آن زمانی بود که باستر هنوز یک نوجوان بود. هرچند بعدها او نقش‌های کوتاهی را در چند فیلم کوتاه صامت بر عهده گرفت. به‌تدریج زمانیکه باستر بزرگتر شد مایرا و جو کیتون جدا از هم زندگی کردند و جو کیتون برای چند سالی به تنهائی در یک هتل در هالیوود زندگی کرد و گفته شده که نوشیدن الکل را پس از اینکه پیرو فرقه کریستین ساینس شد متوقف کرد.

## مرگ
جو کیتون پس از طی یک دوران طولانی بیماری در سیزدهم ژانویه ۱۹۴۶ در منزل شخصیش در هالیوود کالیفرنیا چشم از جهان فروبست.
به گزارش نیویورک تایمز، جو کیتون در ۱۳ ژانویه ۱۹۴۶ پس از یک بیماری طولانی در خانه خود در هالیوود درگذشت ، با این حال، باستر بعداً گفت که او با یک ماشین برخورد کرده است.
البته سوابق مرگ در بایگانی دولتی نشان میدهد که او در ونتورا درگذشته و در گورستان اینگلوود کالیفرنیا، در یک قبر بی نشان به خاک سپرده شد.
در سال ۲۰۱۸ ، طرفداران باستر کیتون در سراسر جهان بودجه لازم را جمع آوری کردند و قبر را با گذاشتن سنگ قبر مشخص کردند.

## فیلم‌شناسی
| سال ساخت | فیلم               | رل                                             |
| -------- | ------------------ | ---------------------------------------------- |
| ۱۹۱۷     | یک قهرمان روستایی  | مالک گاراژ                                     |
| ۱۹۱۸     | پادوی هتل          | مهمان هتل                                      |
| ۱۹۱۸     | در غرب             | مرد سوار بر قطار                               |
| ۱۹۲۰     | همسایه‌ها           | پدرش                                           |
| ۱۹۲۰     | مترسک              | کشاورز (در عنوان‌بندی فیلم نیامده)              |
| ۱۹۲۰     | زندانی ۱۳          | زندانی                                         |
| ۱۹۲۲     | خیال‌پردازی‌ها       | پدر دختران (در عنوان‌بندی فیلم نیامده)          |
| ۱۹۲۲     | خانه برقی          | سیاهی‌لشکر (در عنوان‌بندی فیلم نیامده)           |
| ۱۹۲۳     | مهمان‌نوازی ما      | مهندس                                          |
| ۱۹۲۴     | شرلوک جونیور       | پدرش                                           |
| ۱۹۲۵     | به غرب برو         | مرد در مغازهٔ سلمانی (در عنوان‌بندی فیلم نیامده) |
| ۱۹۲۶     | ژنرال              | یک ژنرال اتحادیه                               |
| ۱۹۳۴     | Evelyn Prentice    | خبرنگار دادگاه (در عنوان‌بندی فیلم نیامده)      |
| ۱۹۳۵     | ساده‌لوحی از پادوکا | پا دیلتز                                       |